# Peckia concinnata
Peckia concinnata är en tvåvingeart som först beskrevs av Samuel Wendell Williston  1896.  Peckia concinnata ingår i släktet Peckia och familjen köttflugor. Inga underarter finns listade i Catalogue of Life.